# لاري درو الثاني
لاري درو الثاني (بالإنجليزية: Larry Drew II)‏ مواليد 5 مارس 1990 في لوس أنجلوس، هو لاعب كرة سلة أمريكي. بدأ مسيرته الاحترافية في سنة 2013. يلعب في دوري الرابطة الوطنية لفئة التطوير كلاعب هجوم خلفي. يحمل الرقم 4. يبلغ طوله 6 قدم 2 بوصة (1.9 م).

## المسيرة الاحترافية
لعب مع فيلادلفيا سفنتي سيكسرز في سنة 2015، ثم لعب مع نادي موناكو لكرة السلة في موسم 2015–2016، ثم لعب مع نادي نبتونس لكرة السلة في موسم 2016–2017.

## إحصائيات المسيرة

### الموسم الاعتيادي
| السنة   | الفريق                 | لعب | بدأ | دقيقة | ميداني% | ثلاثية | حرة  | ارتداد | صنع | استلاب | تصدي | نقطة |
| ------- | ---------------------- | --- | --- | ----- | ------- | ------ | ---- | ------ | --- | ------ | ---- | ---- |
| 2014–15 | فيلادلفيا سفنتي سيكسرز | 12  | 1   | 18.3  | .345    | .154   | .667 | 1.3    | 3.8 | .0     | .5   | 3.8  |
| المسيرة | المسيرة                | 12  | 1   | 18.3  | .345    | .154   | .667 | 1.3    | 3.8 | .0     | .5   | 3.8  |

## روابط خارجية
- لاري درو الثاني على موقع الاتحاد الدولي لكرة السلة (الإنجليزية)
- لاري درو الثاني على موقع إن بي أي (الإنجليزية)
- لاري درو الثاني على موقع سبورتس رفرنس (الإنجليزية)
- لاري درو الثاني على موقع كرة السلة الأوروبية.كوم (الإنجليزية)
- لاري درو الثاني على موقع إي إس بي إن.كوم (الإنجليزية)
- لاري درو الثاني على موقع كلية كرة السلة في سبورتس رفرنس.كوم (الإنجليزية)
- لاري درو الثاني على موقع ريلجم (الإنجليزية)
- لاري درو الثاني على موقع بروبوليرز (الإنجليزية)
- لاري درو الثاني على موقع سبورتس رفرنس (الإنجليزية)
- لاري درو الثاني على موقع سبورتس رفرنس (الإنجليزية)